# 2015-ös Teen Choice Awards
A 2015-ös Teen Choice Awards a 2014-es év legjobb filmes, televíziós és zenés alakításait értékelte. A díjátadót 2015. augusztus 16-án tartották a Los Angeles-i Galen Centerben, a házigazda Josh Peck, Gina Rodriguez és Ludacris volt. A ceremóniát a Fox televízióadó közvetítette élőben, a jelöltek listáját pedig 2015. június 9-én, július 8-án és július 30-án hozták nyilvánosságra.

## Győztesek és jelöltek
Forrás:

### Filmek
| Legjobb akciófilm | Legjobb színész akciófilmben |
| --- | --- |
| - Halálos iramban 7. - A beavatott-sorozat: A lázadó - Kingsman: A titkos szolgálat - Az útvesztő - Törésvonal - Parkour életre-halálra | - Paul Walker (posztumusz) – Halálos iramban 7. (Brian O'Conner) - Vin Diesel – Halálos iramban 7. (Dominic Toretto) - Ansel Elgort – A beavatott-sorozat: A lázadó (Caleb) - Theo James – A beavatott-sorozat: A lázadó (Négyes) - Taylor Lautner – Parkour életre-halálra (Cam) - Dylan O'Brien – Az útvesztő (Thomas)                                                 |
| Legjobb színésznő akciófilmben | Legjobb sci-Fi/fantasy |
| - Shailene Woodley – A beavatott-sorozat: A lázadó (Tris) - Jordana Brewster – Halálos iramban 7. (Mia Toretto) - Alexandra Daddario – Törésvonal (Blake) - Maggie Grace – Elrabolva 3. (Kim Mills) - Michelle Rodriguez – Halálos iramban 7. (Letty Ortiz) - Kaya Scodelario – Az útvesztő (Teresa) | - Az éhezők viadala: A kiválasztott – 1. rész - Bosszúállók: Ultron kora - Hamupipőke - A hobbit: Az öt sereg csatája - Mad Max – A harag útja - Holnapolisz |
| Legjobb színész sci-fiben/fantasyben | Legjobb színésznő sci-fiben/fantasyben |
| - Josh Hutcherson – Az éhezők viadala: A kiválasztott – 1. rész (Peeta Mellark) - George Clooney – Holnapolisz (Frank Walker) - Robert Downey Jr. – Bosszúállók: Ultron kora (Tony Stark/Vasember) - Chris Hemsworth – Bosszúállók: Ultron kora (Thor) - Liam Hemsworth – Az éhezők viadala: A kiválasztott – 1. rész (Gale Hawthorne) - Channing Tatum – Jupiter felemelkedése (Caine Wise)                              | - Jennifer Lawrence – Az éhezők viadala: A kiválasztott – 1. rész (Katniss Everdeen) - Mackenzie Foy – Csillagok között (Fiatal Murph) - Lily James – Hamupipőke (Hamupipőke) - Scarlett Johansson – Bosszúállók: Ultron kora (Natasha Romanoff/Fekete Özvegy) - Mila Kunis – Jupiter felemelkedése (Jupiter Jones) - Britt Robertson – Holnapolisz (Casey Newton)       |
| Legjobb filmdráma | Legjobb színész filmdrámában |
| - Ha maradnék - Adaline varázslatos élete - Harag - Hosszú utazás - Terepfutás - A mindenség elmélete | - Scott Eastwood – Hosszú utazás (Luke Collins) - James Franco – Igaz történet (Christian Longo) - Chris Hemsworth – Blackhat (Nicholas Hathaway) - Jonah Hill – Igaz történet (Michael Finkel) - Logan Lerman – Harag (Norman Ellison) - Eddie Redmayne – A mindenség elmélete (Stephen Hawking)                                                                        |
| Legjobb színésznő filmdrámában | Legjobb vígjáték |
| - Chloë Grace Moretz – Ha maradnék (Mia Hall) - Felicity Jones – A mindenség elmélete (Jane Hawking) és Igaz történet (Jill Barker) - Blake Lively – Adaline varázslatos élete (Adaline Bowman) - Britt Robertson – Hosszú utazás (Sophia Danko) - Kristen Stewart – Megmardt Alice-nek (Lydia) - Reese Witherspoon – Vadon (Cheryl Strayed)                                                                              | - Tökéletes hang 2. - Aloha - The DUFF - Dumb és Dumber kettyó - Éjszaka a múzeumban – A fáraó titka - A pláza ásza Vegasban |
| Legjobb színész vígjátékban | Legjobb színésznő vígjátékban |
| - Skylar Astin – Tökéletes hang 2. (Jesse) - Robbie Amell – The DUFF (Wesley) - Jim Carrey – Dumb és Dumber kettyó (Lloyd Christmas / Dumb) - Bradley Cooper – Aloha (Brian Gilcrest) - Kevin James – A pláza ásza Vegasban (Paul Blart) - Ben Stiller – Éjszaka a múzeumban – A fáraó titka (Larry Daley) | - Anna Kendrick – Tökéletes hang 2. (Becca) - Raini Rodriguez – A pláza ásza Vegasban (Maya Blart) - Emma Stone – Aloha (Allison Ng) - Mae Whitman – The DUFF (Bianca) - Rebel Wilson – Tökéletes hang 2. (Amy) - Reese Witherspoon – Csábítunk és védünk (Cooper) |
| Legjobb áttörő alakítást nyújtó színész | Leghisztisebb karakter |
| - Cara Delevingne – Papírvárosok (Margo Roth Spiegelman) - Thomas Brodie-Sangster – Az útvesztő (Newt) - Scott Eastwood – Hosszú utazás (Luke Collins) - Taron Egerton – Kingsman: A titkos szolgálat (Gary "Töki" Unwin) - Thomas Mann (színművész) – Én, Earl és a csaj, aki meg fog halni (Greg) - Elizabeth Olsen – Bosszúállók: Ultron kora (Wanda Maximoff/Skarlát Boszorkány)                                      | - Anna Kendrick – Tökéletes hang 2. - Lewis Black – Agymanók - Bryce Dallas Howard – Jurassic World - Melissa McCarthy – A kém - Reese Witherspoon – Csábítunk és védünk |
| Legjobb jelenetlopó | Legjobb gonosz |
| - Chris Evans – Bosszúállók: Ultron kora (Steve Rogers/Amerika Kapitány) - Adam DeVine – Tökéletes hang 2. (Bumper) - Green Bay Packers – Tökéletes hang 2. - Nicholas Hoult – Mad Max – A harag útja (Nux) - Hailee Steinfeld – Tökéletes hang 2. (Emily) - Miles Teller – A beavatott-sorozat: A lázadó (Peter) | - Bella Thorne – The DUFF (Madison) - Rose Byrne – A kém (Rayna Boyanov) - Vincent D'Onofrio – Jurassic World (Hoskins) - Jason Statham – Halálos iramban 7. (Deckard Shaw) - Donald Sutherland – Az éhezők viadala: A kiválasztott – 1. rész (Snow elnök) - Kate Winslet – A beavatott-sorozat: A lázadó (Jeanine)                                                      |
| Legjobb kémia filmben | Legjobb csók |
| - Anna Kendrick és Brittany Snow – Tökéletes hang 2. - Jim Carrey és Jeff Daniels – Dumb és Dumber kettyó - Vin Diesel, Paul Walker (posztumusz), Dwayne Johnson, Michelle Rodriguez, Tyrese Gibson és Ludacris – Halálos iramban 7. - Thomas Mann és RJ Cyler – Én, Earl és a csaj, aki meg fog halni - Dylan O'Brien és Thomas Brodie-Sangster – Az útvesztő - Reese Witherspoon és Sofía Vergara – Csábítunk és védünk | - Shailene Woodley és Theo James – A beavatott-sorozat: A lázadó - Jennifer Lawrence és Liam Hemsworth – Az éhezők viadala: A kiválasztott – 1. rész - Blake Lively és Michiel Huisman – Adaline varázslatos élete - Mae Whitman és Robbie Amell – The DUFF - Rebel Wilson és Adam DeVine – Tökéletes hang 2. - Reese Witherspoon és Sofía Vergara – Csábítunk és védünk |
| Legjobb színész nyári filmben | Legjobb színésznő nyári filmben |
| - Channing Tatum – Magic Mike XXL (Magic Mike) - Dwayne Johnson – Törésvonal (Ray) - Chris Pratt – Jurassic World (Owen) - Paul Rudd – A Hangya (Scott Lang/A Hangya) - Adam Sandler – Pixel (Sam Brenner) - Nat Wolff – Papírvárosok (Quentin Jacobsen) | - Cara Delevingne – Papírvárosok (Margo Roth Spiegelman) - Emilia Clarke – Terminátor: Genisys (Sarah Connor) - Bryce Dallas Howard – Jurassic World (Claire) - Evangeline Lilly – A Hangya (Hope van Dyne) - Melissa McCarthy – A kém (Susan Cooper) - Amy Poehler – Agymanók (Öröm hangja)                                                                             |
| Legjobb nyári film | |
| - Papírvárosok - Agymanók - Jurassic World - Én, Earl és a csaj, aki meg fog halni - A kém - Terminátor: Genisys | |

### Televízió
| Legjobb drámasorozat | Legjobb színész drámasorozatban |
| --- | --- |
| - Hazug csajok társasága - Castle - Empire - The Fosters - A Grace klinika - Nashville | - Ian Harding – Hazug csajok társasága (Ezra Fitz) - Keegan Allen – Hazug csajok társasága (Toby Cavanaugh) - Jake T. Austin – The Fosters (Jesus Foster) - Nathan Fillion – Castle (Richard Castle) - Terrence Howard – Empire (Lucious Lyon) - Jussie Smollett – Empire (Jamal Lyon)                                                             |
| Legjobb színésznő drámasorozatban | Legjobb sci-Fi/fantasysorozat |
| - Lucy Hale – Hazug csajok társasága (Aria Montgomery) - Taraji P. Henson – Empire (Cookie Lyon) - Maia Mitchell – The Fosters (Callie) - Shay Mitchell – Hazug csajok társasága (Emily Fields) - Hayden Panettiere – Nashville (Juliette Barnes) - Kerry Washington – Botrány (Olivia Pope)                                                                                 | - Vámpírnaplók - A visszatérők - A zöld íjász - A S.H.I.E.L.D. ügynökei - Egyszer volt, hol nem volt - Az Álmosvölgy legendája |
| Legjobb színész sci-Fi/fantasysorozatban | Legjobb színésznő sci-Fi/fantasysorozatban |
| - Jared Padalecki – Odaát (Sam Winchester) - Stephen Amell – A zöld íjász (Oliver Queen/Zöld Íjász) - Joseph Morgan – The Originals – A sötétség kora (Klaus Mikaelson) - Bob Morley – A visszatérők (Bellamy Blake) - Ian Somerhalder – Vámpírnaplók (Damon Salvatore) - Paul Wesley – Vámpírnaplók (Stefan Salvatore)                                                      | - Nina Dobrev – Vámpírnaplók (Elena Gilbert) - Candice Accola – Vámpírnaplók (Caroline Forbes) - Jennifer Morrison – Egyszer volt, hol nem volt (Emma Swan) - Danielle Panabaker – Flash – A Villám (Caitlin Snow) - Emily Bett Rickards – A zöld íjász (Felicity Smoak) - Eliza Taylor – A visszatérők (Clarke Griffin)                           |
| Legjobb áttörő alakítást nyújtó színész | Legjobb vígjátéksorozat |
| - Grant Gustin – Flash – A Villám (Barry Allen/Flash) - Bryshere Y. Gray – Empire (Hakeem Lyon) - Candice Patton – Flash – A Villám (Iris West) - Gina Rodriguez – Szeplőtlen Jane (Jane Villanueva) - Yara Shahidi – Feketék fehéren (Zoey Johnson) - Jussie Smollett – Empire (Jamal Lyon)                                                                                 | - Agymenők - Austin és Ally - Kínos - Riley a nagyvilágban - Új csaj - Young & Hungry |
| Legjobb színész vígjátéksorozatban | Legjobb színésznő vígjátéksorozatban |
| - Ross Lynch – Austin és Ally (Austin) - Anthony Anderson – Feketék fehéren (Andre "Dre" Johnson) - Jaime Camil – Szeplőtlen Jane (Rogelio) - Chris Colfer – Glee – Sztárok leszünk! (Kurt Hummel) - Jim Parsons – Agymenők (Sheldon Cooper) - Andy Samberg – Brooklyn 99 – Nemszázas körzet(Jake Peralta)                                                                   | - Lea Michele – Glee – Sztárok leszünk! (Rachel Berry) - Dove Cameron – Liv és Maddie (Liv/Maddie) - Kaley Cuoco – Agymenők (Penny) - Emily Osment – Young & Hungry (Gabi Diamond) - Gina Rodriguez – Szeplőtlen Jane(Jane Villanueva) - Zendaya – K.C., a tinikém (K.C. Cooper)                                                                   |
| Legjobb rajzfilmsorozat | Legjobb valóságshow |
| - Family Guy - Kalandra fel! - Rejtélyek városkája - Parkműsor - A Simpson család - Star Wars: Lázadók | - The Voice - American Idol - Dance Moms - Keeping Up with the Kardashians - Lip Sync Battle - MasterChef Junior |
| Legjobb jelenetlopó | Legjobb tévés főgonosz |
| - Dylan O'Brien – Teen Wolf – Farkasbőrben (Stiles Stilinski) - Trai Byers – Empire (Andre Lyon) - Kat Graham – Vámpírnaplók (Bonnie Bennett) - Sasha Pieterse – Hazug csajok társasága (Alison DiLaurentis) - Bella Thorne – Sikoly (Nina Patterson) - Ashley Tisdale – Young & Hungry (Logan Rawlings)                                                                     | - Vanessa Ray – Hazug csajok társasága (Charlotte Drake) - Tom Cavanagh – Flash – A Villám (Harrison Wells/Fordított-Flash) - Terrence Howard – Empire (Lucious Lyon) - Marti Matulis, Douglas Tait, Caitlin Dechelle – Teen Wolf – Farkasbőrben (Rettegő orvosok) - Matthew Nable – A zöld íjász (Ra's al Ghul) - Chris Wood – Vámpírnaplók (Kai) |
| Legjobb kémia sorozatban | Legjobb csók sorozatban |
| - Jensen Ackles és Misha Collins – Odaát - Johnny Galecki, Jim Parsons, Kaley Cuoco, Simon Helberg és Kunal Nayyar – Agymenők - Grant Gustin és Candice Patton – Flash – A Villám - Terrence Howard, Taraji P. Henson, Jussie Smollett, Trai Byers és Bryshere Y. Gray – Empire - Ross Lynch és Laura Marano – Austin és Ally - Ian Somerhalder és Kat Graham – Vámpírnaplók | - Nina Dobrev és Ian Somerhalder – Vámpírnaplók - Stephen Amell és Emily Bett Rickards – A zöld íjász - Grant Gustin és Candice Patton – Flash – A Villám - Jennifer Morrison és Colin O'Donoghue – Egyszer volt, hol nem volt - Gina Rodriguez és Justin Baldoni – Szeplőtlen Jane - Paul Wesley és Candice Accola – Vámpírnaplók                 |
| Legkiemelkedőbb műsor | Legjobb nyári sorozat |
| - Empire - Becoming Us - Feketék fehéren - IZombie - Szeplőtlen Jane - Younger | - Teen Wolf – Farkasbőrben - Papás-Babás - Chasing Life - Simlis spinék - Sikoly - So You Think You Can Dance |
| Legjobb színész nyári sorozatban | Legjobb színésznő nyári sorozatban |
| - Tyler Blackburn – Hazug csajok társasága (Caleb Rivers) - David Lambert – The Fosters (Brandon Foster) - Ross Lynch – Tengerparti tini mozi 2. (Brady) - Tyler Posey – Teen Wolf – Farkasbőrben (Scott McCall) - Gregg Sulkin – Simlis spinék (Liam) - Mike Vogel – A búra alatt (Dale "Barbie" Barbara)                                                                   | - Ashley Benson – Hazug csajok társasága (Hanna Marin) - Troian Bellisario – Hazug csajok társasága (Spencer Hastings) - Willa Fitzgerald – Sikoly (Emma Duvall) - Laura Marano – Austin és Ally (Ally) - Maia Mitchell – Tengerparti tini mozi 2. (McKenzie) - Italia Ricci – Chasing Life (April Carver)                                         |

### Zene
| Legjobb férfi zenész | Legjobb női zenész |
| --- | --- |
| - Ed Sheeran - Jason Derulo - Nick Jonas - Shawn Mendes - Pitbull - Sam Smith | - Demi Lovato - Iggy Azalea - Selena Gomez - Ariana Grande - Rihanna - Taylor Swift |
| Legjobb férfi együttes | Legjobb női együttes |
| - One Direction - 5 Seconds of Summer - Fall Out Boy - Imagine Dragons - Maroon 5 - OneRepublic | - Fifth Harmony - Barden Bellas - Cimorelli - Haim - Icona Pop - Little Mix |
| Legjobb countryzenész | Legjobb R&B/Hip-Hop zenész |
| - Carrie Underwood - Luke Bryan - Florida Georgia Line - Hunter Hayes - Miranda Lambert - Blake Shelton | - Nicki Minaj - Iggy Azalea - Drake - The Weeknd - Kanye West - Wiz Khalifa |
| Legjobb zeneszám férfi zenésztől | Legjobb zeneszám női zenésztől |
| - "Thinking Out Loud" – Ed Sheeran - "Jealous" – Nick Jonas - "Lay Me Down" – Sam Smith - "Stitches" – Shawn Mendes - "Uptown Funk" – Mark Ronson feat. Bruno Mars - "Where Are Ü Now" – Jack Ü feat. Justin Bieber | - "One Last Time" – Ariana Grande - "All About That Bass" – Meghan Trainor - "Bang Bang" – Jessie J feat. Ariana Grande, Nicki Minaj - "Heartbeat Song" – Kelly Clarkson - "Pretty Girls" – Britney Spears feat. Iggy Azalea - "Shake It Off" – Taylor Swift |
| Legjobb zeneszám együttestől | Legjobb countryszám |
| - "Steal My Girl" – One Direction - "Centuries" – Fall Out Boy - "Cool Kids" – Echosmith - "Sugar" – Maroon 5 - "What I Like About You" – 5 Seconds of Summer - "Worth It" – Fifth Harmony feat. Kid Ink | - "Little Toy Guns" – Carrie Underwood - "21" – Hunter Hayes - "Kick the Dust Up" – Luke Bryan - "Sippin' on Fire" – Florida Georgia Line - "Take Your Time" – Sam Hunt - "That Ghost" – Megan and Liz |
| Legjobb rockszám | Legjobb R&B/Hip-Hopszám |
| - "Take Me to Church" – Hozier - "Budapest" – George Ezra - "I Bet My Life" – Imagine Dragons - "Renegades" – X Ambassadors - "Tear in My Heart" – Twenty One Pilots - "Uma Thurman" – Fall Out Boy | - "See You Again" – Wiz Khalifa feat. Charlie Puth - "Better Have My Money" – Rihanna - "Earned It" – The Weeknd - "FourFiveSeconds" – Rihanna feat. Kanye West, Paul McCartney - "I Don't Like It, I Love It" – Flo Rida feat. Robin Thicke, Verdine White - "Watch Me (Whip/Nae Nae)" – Silentó |
| Legjobb szerelmes szám | Legjobb szakítós szám |
| - "Night Changes" – One Direction - "Black Magic" – Little Mix - "Earned It" – The Weeknd - "Sledgehammer" – Fifth Harmony - "Sugar" – Maroon 5 - "Thinking Out Loud" – Ed Sheeran | - "Bad Blood" – Taylor Swift feat. Kendrick Lamar - "Don't" – Ed Sheeran - "Ex's & Oh's" – Elle King - "The Heart Wants What It Wants" – Selena Gomez - "Lips Are Movin" – Meghan Trainor - "Where Are Ü Now" – Jack Ü feat. Justin Bieber |
| Legkiemelkedőbb zenész | Legjobb nemzetközi zenész |
| - Little Mix - Andy Grammer - Tove Lo - Rachel Platten - Meghan Trainor - The Weeknd | - Super Junior - 2NE1 - 5 Seconds of Summer - Girls' Generation - Little Mix - One Direction |
| Legjobb partyszám | Következő nagy dobás |
| - "No Control" – One Direction - "Better Have My Money" – Rihanna - "Blank Space" – Taylor Swift - "I Want You to Know" – Zedd feat. Selena Gomez - "Shut Up and Dance" – Walk the Moon - "Uptown Funk" – Mark Ronson feat. Bruno Mars                                                                                       | - Bea Miller - Clark Beckham - Kalin and Myles - Skate Maloley - Neon Jungle - Spring King |
| Legjobb együttműködés | Legjobb szám filmből vagy televíziós műsorból |
| - "Bad Blood" – Taylor Swift feat. Kendrick Lamar - "Hey Mama" – David Guetta feat. Nicki Minaj, Bebe Rexha, Afrojack - "Pretty Girls" – Britney Spears feat. Iggy Azalea - "See You Again" – Wiz Khalifa feat. Charlie Puth - "Uptown Funk" – Mark Ronson feat. Bruno Mars - "Where Are Ü Now" – Jack Ü feat. Justin Bieber | - "See You Again" (Halálos iramban 7.) – Wiz Khalifa feat. Charlie Puth - "Believe" (Utódok) – Shawn Mendes - "Flashlight" (Tökéletes hang 2.) – Jessie J - "Gotta Be Me" (Tengerparti tini mozi 2.) – Ross Lynch, Maia Mitchell, Garrett Clayton, Grace Phipps, John DeLuca, Jordan Fisher - "Love Me like You Do" (A szürke ötven árnyalata (film)) – Ellie Goulding - "You're So Beautiful" (Empire) – Jussie Smollett, Bryshere Y. Gray |
| Legjobb nyári együttes | Legjobb nyári szám |
| - One Direction - 5 Seconds of Summer - Echosmith - Fifth Harmony - Little Mix - Maroon 5 | - "Worth It" – Fifth Harmony feat. Kid Ink - "Bad Blood" – Taylor Swift feat. Kendrick Lamar - "Cheerleader" – OMI - "Cool for the Summer" – Demi Lovato - "Fight Song" – Rachel Platten - "Good for You" – Selena Gomez feat. ASAP Rocky |
| Legjobb férfi nyári zenész | Legjobb női nyári zenész |
| - Ed Sheeran - Justin Bieber - Jason Derulo - Andy Grammer - Shawn Mendes - The Weeknd | - Taylor Swift - Selena Gomez - Ariana Grande - Demi Lovato - Nicki Minaj - Rihanna |
| Legjobb nyári turné | |
| - One Direction – On the Road Again Tour - 5 Seconds of Summer – Rock Out with Your Socks Out Tour - Fall Out Boy, Wiz Khalifa – Boys of Zummer Tour - Ariana Grande – The Honeymoon Tour - Ed Sheeran – X Tour - Taylor Swift – The 1989 World Tour                                                                         | |

### Divat
| Legszexibb férfi                                                                                 | Legszexibb nő                                                                           |
| ------------------------------------------------------------------------------------------------ | --------------------------------------------------------------------------------------- |
| - One Direction - 5 Seconds of Summer - Justin Bieber - Ryan Guzman - Austin Mahone - Zayn Malik | - Fifth Harmony - Miley Cyrus - Cara Delevingne - Selena Gomez - Rihanna - Taylor Swift |

### Sport
| Legjobb férfi atléta                                                                                               | Legjobb női atléta |
| --- | --- |
| - Stephen Curry - American Pharoah, Victor Espinoza - Tom Brady - LeBron James - Cristiano Ronaldo - Jordan Spieth | - Amerikai női labdarúgó-válogatott - The Bella Twins - Simone Biles - Danica Patrick - Ronda Rousey - Serena Williams |

### Web
| Legjobb férfi közösségi sztár                                                              | Legjobb női közösségi sztár                                                                    |
| ------------------------------------------------------------------------------------------ | ---------------------------------------------------------------------------------------------- |
| - Cameron Dallas - Matthew Espinosa - Joey Graceffa - Ryan Higa - Tyler Oakley - PewDiePie | - Bethany Mota - Eva Gutowski - Grace Helbig - Jenn McAllister - Michelle Phan - Lele Pons     |
| Legjobb humoros közösségi sztár                                                            | Legjobb zenés közösségi sztár                                                                  |
| - Miranda Sings - Dude Perfect - Nash Grier - The Janoskians - Josh Peck - Lilly Singh     | - Shawn Mendes - Christina Grimmie - Jack & Jack - Tori Kelly - Lindsey Stirling - Sam Tsui    |
| Legjobb divat közösségi sztár                                                              | A közösségi média királya                                                                      |
| - Zoella - Andrea Brooks - Rachel Levin - Bethany Mota - Ingrid Nilsen - Michelle Phan     | - Justin Bieber - Jimmy Fallon - LeBron James - Bruno Mars - Pitbull - Justin Timberlake       |
| A közösségi média királynője                                                               | Legjobb Twitter személyiség                                                                    |
| - Caitlyn Jenner - Miley Cyrus - Selena Gomez - Nicki Minaj - Katy Perry - Taylor Swift    | - Taylor Swift - Justin Bieber - Lady Gaga - Katy Perry - Shakira - Justin Timberlake          |
| Legjobb Intstagram sztár                                                                   | Legjobb Vine sztár                                                                             |
| - Ariana Grande - Beyoncé - Justin Bieber - Selena Gomez - Kylie Jenner - Kim Kardashian   | - Cameron Dallas - Matthew Espinosa - Brittany Furlan - Logan Paul - Josh Peck - Lele Pons     |
| Legjobb YouTube videós                                                                     | Legfanatikusabb rajongókkal rendelkező sztár                                                   |
| - Kian Lawley - Connor Franta - Jenna Marbles - Bethany Mota - Tyler Oakley - Lilly Singh  | - Super Junior - 5 Seconds of Summer - Fifth Harmony - Lady Gaga - Demi Lovato - One Direction |

### Egyéb
| Legjobb táncos                                                                                       | Legjobb humorista                                                                              |
| --- | ---------------------------------------------------------------------------------------------- |
| - Chloe Lukasiak - Stephen "tWitch" Boss - Allison Holker - Derek Hough - Les Twins - Maddie Ziegler | - Ellen DeGeneres - Jimmy Fallon - Kevin Hart - Jimmy Kimmel - George Lopez - Amy Schumer      |
| Legjobb modell                                                                                       | Legjobb szelfi                                                                                 |
| - Kendall Jenner - Hailey Baldwin - Cara Delevingne - Gigi Hadid - Karlie Kloss - Robyn Lawley       | - One Direction - Justin Bieber - Kylie Jenner - Kim Kardashian - Rihanna - Nicole Scherzinger |

## Műsorvezetők
A gálán az alábbi műsorvezetők működtek közre:
- Sarah Hyland
- Skylar Astin
- Keke Palmer
- Emma Roberts
- Lea Michele
- Wiz Khalifa
- Michelle Rodriguez
- Bethany Mota
- Laura Marano
- Zendaya
- Rita Ora
- Scott Eastwood
- Fifth Harmony
- Maia Mitchell
- Lucy Hale
- Cat Deeley
- Jason Derulo
- Victoria Justice
- Jake T. Austin
- Terry Crews
- Wilmer Valderrama
- Tyler Oakley
- Bea Miller
- R5
- Gregg Sulkin
- Bella Thorne

## Fordítás
- Ez a szócikk részben vagy egészben  a(z)   2015 Teen Choice Awards című angol Wikipédia-szócikk fordításán alapul.  Az eredeti cikk szerkesztőit annak laptörténete sorolja fel. Ez a jelzés csupán a megfogalmazás eredetét és a szerzői jogokat jelzi, nem szolgál a cikkben szereplő információk forrásmegjelöléseként.